# Holovýn
Holovýn (ucraniano: Голови́н; polaco: Hołowin) es un municipio rural y pueblo de Ucrania, perteneciente al raión de Rivne de la óblast de Rivne.
En 2020, el municipio tenía una población de 7171 habitantes, de los cuales unos mil vivían en el propio pueblo y el resto repartidos en once pedanías. El municipio se fundó en 2020 mediante la fusión de los hasta entonces consejos rurales de Holovýn, Zlazne y Zvizdivka. Además de estos tres pueblos, pertenecen al municipio otros nueve: Bazáltove, Berestovets, Vyhin, Iványchi, Korchyn, Perétoky, Sadký, Stavok y Chudvý.
Se conoce la existencia del pueblo en documentos desde 1502, cuando Alejandro I Jagellón concedió tierras aquí a Semyon Olshanski, quien construyó un castillo. Posteriormente, el señorío perteneció a las familias nobles Ostrogski, Czartoryski, Lubomirski y Worcell. Antes de la fundación del actual municipio en 2020, Holovýn era sede de un consejo rural en el raión de Kostópil, que únicamente incluía como pedanías los pueblos de Bazáltove, Berestovets, Iványchi y Sadký.
El pueblo se ubica unos 10 km al oeste de Kostópil.